# イム・ヒョスク
イム・ヒョスク（ハングル表記:임효숙、ラテン翻記:Lim Hyo-sook、女性、1982年4月26日 - ）は、大韓民国の元バレーボール選手。元大韓民国代表。

## 来歴
釜山広域市出身。南星女子高校（韓国語版）を卒業後、2000年に韓国専売公社バレーボール団に入団が決定し、強力なアタックを武器に韓国専売公社チームの主力として活躍した。しかし2005年シーズン終了後に左膝の手術を受け、復帰後の2006年2月に行われた対現代建設戦においてアキレス腱を断裂し、戦線離脱を余儀なくされた。このシーズン前にドーピングに抵触する可能性があるステロイド系の注射を8回投与したことを後に告白し、人々に大きな衝撃を与えた。また所属チームのKT&G（韓国専売公社バレーボール団が名称変更）による選手管理の甘さを露呈した 。
選手生命の岐路に立たされたヒョスクは、10か月の苦しいリハビリ生活に耐えてついにコートに復帰した。韓国Vリーグでは2006/07シーズン後にフリーエージェント制が導入され、ヒョスクはFA宣言したうえでKT&Gに残留したが、韓国道路公社ハイパスジェニスに在籍していたキム・サニがFAでKT&Gに移籍したことから、補償選手としてヒョスクは韓国道路公社に移籍することになった。移籍先では2007/08シーズンから主将に任命され、引退までその任にあった。主将在任時、試合中のタイムアウトで監督以上に選手にいろいろと指示することから、「イム監督」なるニックネームが奉られた。
2008年には北京オリンピック世界最終予選のメンバーに選出された。大極マークをつけたのはこの時が初めてである。2011/12シーズン終了後に引退を宣言し、ロンドンオリンピック4位を花道にコートを去った。

## 球歴
- 三大大会
  - オリンピック - 2012年（4位）

## 所属クラブ
- 韓国専売公社/KT&Gアリエールズ（2001-2007年）
- 韓国道路公社ハイパスジェニス（2007-2012年）

## 受賞歴
- 2009年 - 2008/09Vリーグ フェアプレー賞
- 2011年 - 2010/11Vリーグ 1月MVP